# Туньоли, Джордано
Джордано Туньоли (итал. Giordano Tunioli; 6 марта 1944, Поджо-Ренатико, Феррара — 11 сентября 2024, Феррара, Эмилия-Романья) — итальянский композитор и музыкальный педагог.
Окончил Феррарскую консерваторию как композитор и хоровой дирижёр, ученик Бруно Кольтро (1910—1998). Совершенствовался как хоровой дирижёр под руководством Марселя Куро. В 1968 году получил первую премию на конкурсе музыкальных произведений для детей.
К наиболее известным произведениям Туньоли относятся детская опера «Король, который должен был умереть» (итал. Il re che doveva morire; 1985, по одноимённой сказке Джанни Родари), органные сочинения, прежде всего Larvatus prodeo и Antica preghiera (обе 1985). Творчеству Туньоли свойственно разнообразие используемых композиторских техник, включая додекафонию и алеаторику.
В 1993—2005 гг. директор Феррарской консерватории. Руководил также феррарским Хором имени Витторе Венециани, готовил хоровые партии для нескольких оперных постановок под управлением Клаудио Аббадо.